# أسلوب قصر
أُسلوبُ القَصرِ هوَ أُسلوبٌ مِنَ الأسَالِيبِ الخَبَريَةِ فِي اللُّغَةِ العَرَبيَة، والقَصْرُ مَعنَاهُ الحَصر؛ فَهوَ يُسمَّى حَصراً، ويُسمَّى قَصراً؛ لِأنَّ الحَصرَ قَصرُ شَيءٍ على آخَر، فهما بِمَعنىً واحد، وكِلاهُما فِي عُرفِ اللُّغويينَ يَعنيانِ: الحبسَ والإِلزامِ. وفِي عُرفِ البَلَاغيينَ: تَخصيصُ شَئٍ بشئ، أو تخصيصُ أمرٍ بآخر بِطَريقٍ مَخصوصَ. مِثَالُ ذَلِكَ قَولُهُ تَعالى: -{وَمَاْ مُحَمَّدٌ إِلَّا رَسُوْلٌ قَد خَلَتْ مِن قَبْلِهِ الرُّسُلُ}- [آلِ عِمران: 144] فَهُنا خَصَّصَ اللَّهُ شَيْئَاً بِشَئ، فالمَخصوصُ مُحَمَّدٌ والمَخصوصُ فيهِ رَسُولٌ وَمِثل: لا فَاهِمَ إلَّا المُجِدّ، فتكون فَاهِم مَحصوراً -مَقصوراً- والمُجدُّ مَحصوراً فِيهِ -مَقصوراً فِيه-.
والقَصرُ أُسلوبٌ يُفيدُ التوكيدَ، ويُوجِزُ الكَلامَ، ويُمَكِّنُهُ مِنَ الذِهن، وينفي عنِ الفِكرِ كُلَّ إِنكارٍ وشَكّ.
وَتَتَرَدَّدُ فِي مَبحثِ القصرِ كَلِمتَانِ هُما: صِفَةٌ وَ مَوصوف، فَيُقالُ: قَصرُ صِفَةٍ عَلَى مَوصوفٍ، وَقَصرُ مَوصوفٍ عَلَى صِفَة؛ وَمِنَ الواجِبِ بَيَانُهُمَا حَتَّى يَتَّّضِحَ المَعنى ويَسهُلُ فَهمُ هَذَا الأُسلُوب، فـالصِفَةُ فِي القَصرِ غَيرُ النَّعتِ فِي عِلمِ النَّحو، فإذا قُلنا: جَاءَ الصَّيفُ نَكونُ قَد وَصَفنا الصَّيفَ بالمَجئ، وإذا قُلنا: الجَوُّ صَحوٌ نَكونُ وَصَفنا الجَوَّ بِألَّا غَيمَ فِيهِ، فالجَوُّ مَوصُوفٌ؛ وصَحوٌ صِفَة. وإذا قُلنا للحُرِّيَةِ الحَمرَاءِ بابٌ، نَكونُ وُصَفنا الحُرِّيَةَ بِتَمَلُّكِ الباب. ففي المِثالِ الأَوَّل، قُلنا عن الفعل جَاءَ صِفَة، وفي المِثالِ الثَّاني قُلنا عَنِ الخَبَرِ صَحو صِفَة، وفي المِثالِ الثالثِ قُلنا عنِ المُبتَدَأِ المؤخَّرِ باب صِفَة. وفِي هَذَا خِلاف البَلَاغَةِ عَن إِعرابِ النُّحَاةِ، والبَلَاغَََ تَهتَمُّ فِي المُقامِ الأَوَّلِ بِـمَعنى الكَلِمَةِ ودَلالتِها دونَ أَنْ تَعْبَأَ كَثيراً بإِعرابِها، أَوِ التَّقَيُّدِ بِقوانينِ الإِعرابِ النَّحويَة.

## أقسام القصر[3]
يَنقَسِمُ القَصرُ إلى نَوعَينِ:
- أَوَّلاً: القَصرُ الحَقِيقيّ

وَهوَ ما اختَصَّ فيهِ المَقْصُورُ بالمَقصُورِ عَلَيه، بِحَيْثُ لا يَتجَاوَزُهُ لِغَيرِهِ أَصلاً، عَلَى وَجهِ الحَقيقةِ أو عَلَى وَجهِ الادِّعاء -المُبالَغَة-، وَهوَ حَصرٌ يُحمَلُ عَلَى الإِطلاق.
فَأَمَّا عَلَى وَجهِ الحَقيقةِ قَولُنا: لَا إِلَهَ إِلَّاْ اللَّه، فَلَقَد قَصَرنا صِفَةَ الأُلوهِيَةِ عَلَى اللَّهِ -جَلَّ وَ عَلَاْ-. وهوَ قَصرٌ حَقِيقِيّ. إِذ لَيسَ فِي الوُجودِ إِلَهٌ يَستَحِقُّ العِبادَةَ سِوَاه. ومِثلُهُ: لَا خَالِقَ إلاَّ اللَّه.
ولَوْ قُلنا: مَا كَاتِبٌ فِيْ المَدِينَةِ إِلَّاْ عَلِي، كَانَ هَذَا أَيضَاً قَصراً حَقِيقِيَّاً؛ لِأَنَّ المَعنى هُنا: أَنَّ لا أَحَدَ فِيْ المَدِينَةِ يَمْتَهِنُ الكِتَابَةَ سِوى عَلِي.
وَأَمَّا عَلَى وَجهِ المُبالَغَةِ والادِّعاء فَقولُنا: لَا شُجَاعاً إِلَّا أَحمَد. فَقَد يَكونُ فِيْ البِلادِ رِجالٌ فِيهِم شَجاعَةٌ وقُوَّةُ بأسٍ، لَكِنَّهُم لَا يُعَدُّونَ شَيْئَاً بِجانِبِ شَجاعَةِ أَحمَدَ وشِدَّةُ بأسِه. فَنَكُونُ قَد تَجَاهلنا وُجودَهُم، وَقَصَرنا الشَجاعَةَ وَ شِدَّةَ البَأسِ فِي أَحمَدَ قَصراً وحَصراً حَقِيقِيَّاً عَلَى سَبيلِ المُبالَغَةِ والادِّعاء.
- ثَانياً: القَصرُ الإِضافِيّ

وَهوَ مَا اختَصَّ فِيْهِ المَقْصُورُ بِالمَقْصورِ عَلَيه بالنِّسبَةِ إِلَى شَئٍ مُعَيَّن، بِحَيْثُ لَا يَتَعَدَّاهُ إِلَى ذَلِكَ الشَئ، وَيَصِحُّ أن يَتَعَدَّاهُ إِلَى شَئٍ آخَر.
فَإِن قُلنا: لَا جَوَادَ إِلَّاْ حَاتِم، أَي حَاتِمُ الطَّائِيُ المَعروف، فَهَذَا قَصرٌ إِضافيٌّ؛ لِأَنَّهُ يُوجَدُ أَجوادٌ كثيرونَ، لَكِن لا جَوَادَ مَثَلَاً بِاعتِبارِ المَكانِ الذِي هوَ فِيهِ، أَو بِاعتِبارِ الزَّمَانِ، أو بِاعتِبارِ نَوعٍ مِن الجود.
وَقولُنا: إِنَّمَا أنتَ شاعِرٌ، فَغَرَضُنا تخصِيصُ المُخاطَبِ بِصِفَةِ الشَّاعِريَّةِ باعتبار نُبُوغِهِ فِيَها دُونَ بَقِيَّةِ الفُنوْنِ كالنَّثرِ والخِطابَةِ وَ نَحوِه.
فالقَصرُ الإِضافِيُّ يَكونُ الحَصرُ فيهِ باعتبارِ شَئٍ مُعَيَّن.

## التكوين
لِلقَصرِ طُرُقٌ كَثيرَة أَهَمُّها:
1. النَّفيُ والاستِثناء.
2. تَّقديمُ ما حَقُّهُ التَّأخير.
3. إنَّما.
4. العَطفُ بِواحِدَةٍ مِن أَدواتِ العَطفِ الثَّلاثِ التَّالِيَة: (لا، بَلْ، لَكِنْ).

## الأمثلة[1]
- النَّفيُ والاستِثنَاء

مِثل:
لَنْ يَنجَحَ إِلَّا المُجتَهِد: أَداةَ النَّفيِ هِيَ (لَنْ) وأَداةُ الاستِثناء -القَصرُ- هِيَ (إِلَّا) والمَقصورُ هُوَ يَنجَح، والمَقصورُ عليهِ هُوَ المُجتَهِد.
مَا نِزارٌ إِلَّا شاعِراً: أَداةُ النَّفيِ هِيَ (مَا) وأُداةُ الاستِثناء هَيِ -القَصرُ- (إِلَّا) والمَقصورُ هُوَ نِزارٌ والمَقصورُ عَلَيهِ هُوَ شَاعِراً.
لَمْ يفُز أَحَدٌ إلَّا طالباً واحِداً: أَداةُ النَّفيِ هِيَ (لم) وأَداةُ الاستِثناءِ -القَصرُ- هِيَ (إلَّا) والمَقصورُ هُوَ: يَفُز والمَقصورُ عَليهِ هُوَ  طالباً.
ما مُحمَّدٌ إِلَّا رَسُولُ اللَِّه: أَداةُ النَّفيِ هِيَ (مَا) وأداةُ الاستِثنَاءِ -القَصرُ- هِيَ (إلَّا) والمَقصورُ هُوَ مُحَمَّد والمَقصورُ عَلَيهِ هُوَ رَسُوْل.
وأدوات النفي في اللغة العربية خمسة وهي: (ما،لا،ليس، لم، لن).
- تَّقدِيم مَا حَقُّهُ التَّأخِير: ويَكونُ بِتَقديمِ المَعمولِ عَلَى العامِل كَتَقديمِ الخَبَرِ على المُبتَدأ نَحو: عَرَبِيٌّ أَنَا، فِي البَيتِ جَلَسْتُ، أَو بِتَقديمِ المَفعولِ عَلَى الفاعِل والفِعل نحَو: إِيَّاْكَ نَعْبُد، عَلَى اللَّهِ تَوَكَّلت. والكلماتُ الأولى في الجُمل (عَربيٌّ، فِي البيتِ،...) هِيَ المَقصورةُ عليها، والأَخِيرةُ (أنا، جَلَست،...) هِيَ المَقصور.والتقديم الهدف والغرض منه هو الاهتمام بالمتقدم، أما التأخير فالهدف منه هو التشويق لسماع المزيد.
- إِنَّمَا مِثل: إِنَّما أَحمدُ مُجتَهِد، إِنَّما فَاطِمَةُ بَارِعَة، إنَّما المَدرسَةُ دَارُ العِلمْ، وَفِيْ التَنزيلِ العَزيز: -{إِنَّمَا يَخْشَى اللَّهَ مِنْ عِبَادِهِ الْعُلَمَاءُ}-[فَاطِر: الآية 28]، ولقد خَصَّصنا صِفَةَ الاجتِهادِ لِأَحمَد وَحدَه فِي المِثالِ الأَوَّل، وفِي المِثالِ الثانِي خصَّصنا البَراعةَ لفَاطِمَة فَقَط، وفِي المِثال الثَّالِث خصَّصنا المَدرسَةَ أَنَّها دَارُ العِلم هِيَ وَحدَها، وخُصِّصَ العُلَماءُ فِي المِثالِ الرَّابِع، وهَذَا ما يُسمَّى أُسلوبُ القَصر.
- العطف بواحدة من أَدَواتِ العَطفِ الثَّلاثِ التالية: (لا، بَلْ، لَكِنْ) مِثل: شَوقي شَاعِرٌ لا كاتِب، لَيسَ التَّقدمُ بِالأقوالِ لَكِنِ بِالأفعال، مَا أكلتُ عِنَباً بَلْ تِيْناً.

وَيَكونُ ما قبل العطفِ هُوَ المَقْصُور، وأَمَّا المَقصورُ عَلَيهِ يَكونُ بَعدَ أَداةِ العَطف.

## الغرض
والغَرَضُ مِن أُسلوبِ القَصرِ فِي الغالِب هو الاختِصاص والتَّخصيص ويُمكِن أن يكون الغَرَضُ أَيضَاً الاهتِمامَ بالمُتَقدِّم أو التَّشويقِ لسِماعِ المَزيد.